# Jean Fouquet

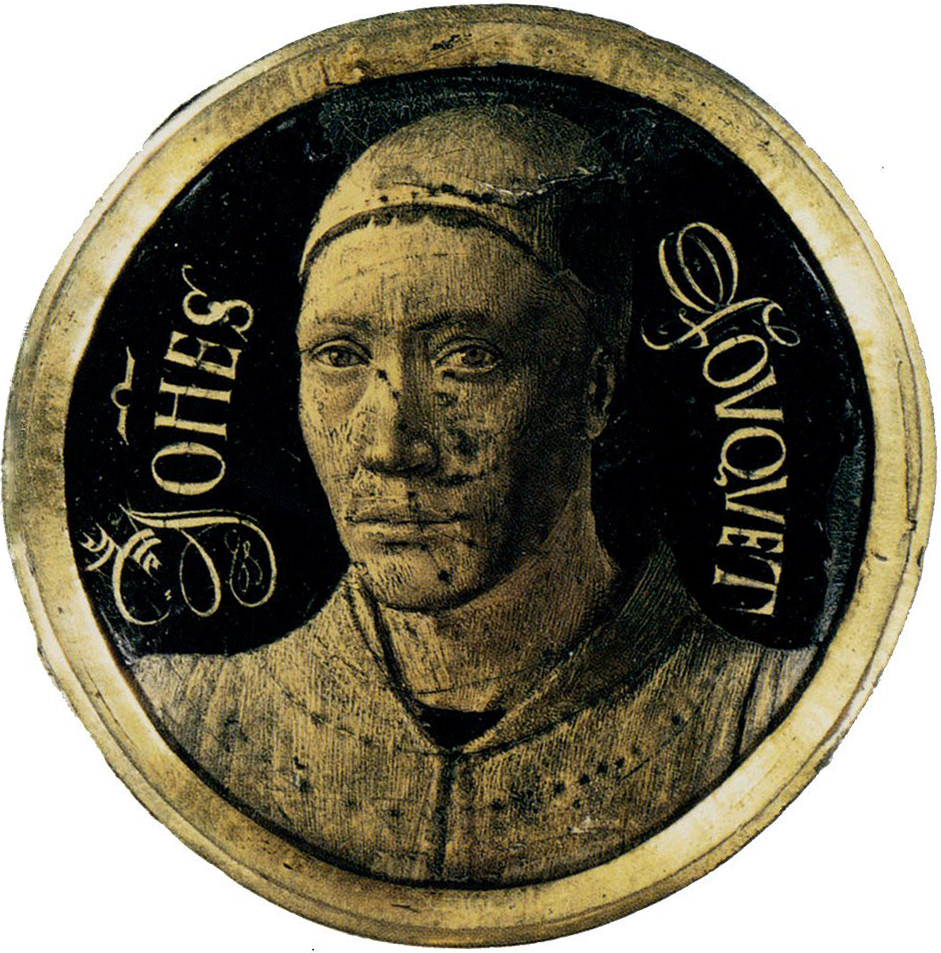
Zelfportret (1450)

Jean Fouquet (Tours?, tussen 1415 en 1420 – ca. 1480) was een Frans schilder en miniaturist. Hij combineerde de Vlaamse en Toscaanse stijlen die toen toonaangevend waren met de eigen Franse stijl en werd daardoor de grote vernieuwer van de Franse schilderkunst van de 15e eeuw.
Fouquet was een polyvalente kunstenaar, hij schilderde portretten, landschappen, religieuze werken en verluchtte handschriften, maar hij werkte ook met geschilderd email, schilderde glasramen en maakte ontwerpen voor tapijten. Ook het heraldische werk nam hij voor zijn rekening en hij zette de festiviteiten op voor de koninklijke intochten. Hij was gevestigd in de Franse traditie maar kende de nieuwe trends van zijn tijd. Van Jan van Eyck nam hij het realisme, het luchtperspectief, de behandeling van de atmosferische condities en de gedetailleerde weergave van texturen over, van de Italianen (onder meer Paolo Uccello en Piero della Francesca) de pure vormen en het perspectief.
Hoewel Fouquet in zijn tijd beroemd was en ook in de zestiende eeuw nog vermeld werd door Jean Lemaire de Belges (1473-1515), Jean Thenaud (1480-1542) en Giorgio Vasari (1511-1574), raakt hij daarna snel vergeten. Het duurde tot de negentiende eeuw voor hij door de romantici met hun bewondering voor de middeleeuwen, weer als groot schilder werd herkend. Fouquet was een van de schilders op de tentoonstelling Les primitifs français van 1904.

## Biografie

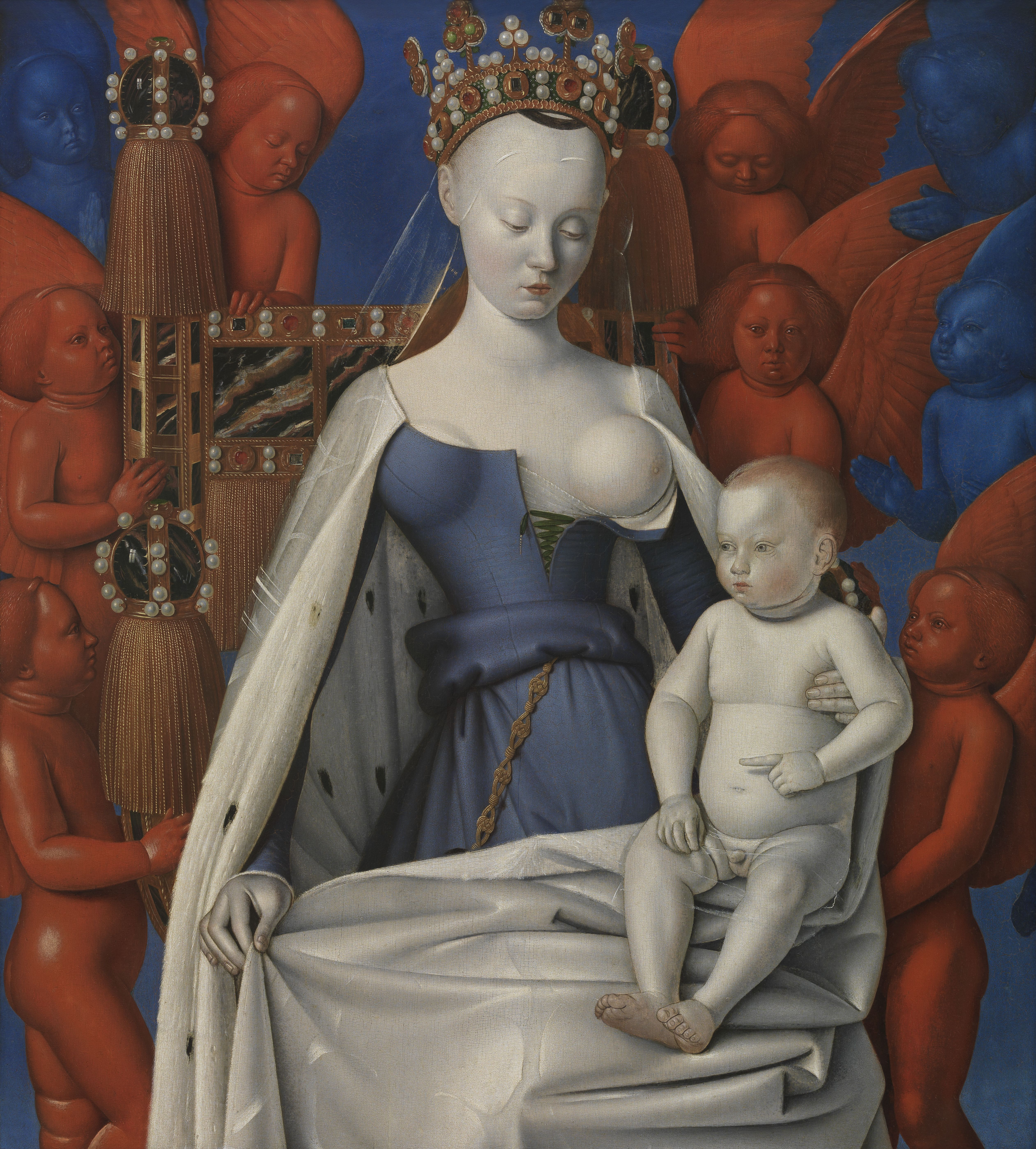
Madonna omringd door serafijnen en cherubijnen, c.1450, hout, 93 x 85 cm, Koninklijk Museum voor Schone Kunsten, Antwerpen

Gedocumenteerde gegevens over zijn jeugd ontbreken. Men meent dat hij omstreeks 1420 geboren werd in Tours, hoewel men niet zeker is noch van de datum noch van de geboorteplaats. Tours werd vermeld door François Robert in de colophon van een door Fouquet geïllustreerd exemplaar van de Antiquités judaïques. De geboortedatum naargelang de bron tussen 1415 en 1425 is afgeleid van de datering van zijn eerste werken.
Over zijn opleiding zijn de kunsthistorici het nog altijd niet eens. Volgens Paul Durrieu zou hij zijn opleiding hebben gekregen in het atelier van de Bedford-meester. Eberhard König daarentegen plaatst de opleiding van Fouquet in Nantes bij de Jouvenel-meester wat dan weer door andere recente onderzoekers sterk wordt betwist.
Men is er wel zeker van, via verschillende getuigenissen uit die tijd, dat Fouquet tussen 1444 en 1447 Italië bezocht. In Rome schilderde hij een portret van Paus Eugenius IV waarover door tijdgenoten met veel lof werd gesproken. Het werk zelf is verdwenen en slechts bekend via twee kopieën. Il Filarete vermeldt een ontmoeting met Fouquet in Rome in zijn Trattato dell’arquitectura (1460-1465) en Francesco Florio de dominicaanse humanist, prijst ook het door Fouquet in Rome geschilderde portret. Over de data van de Italiëreis bestaat geen zekerheid, maar Eugenius IV verbleef in Rome van 1444 tot zijn overlijden op 23 februari 1447.
In 1450, terug uit Italië, vestigde hij zich in Tours waar hij werkt voor de stad en de clerus, maar ook voor de hovelingen van Karel VII. Zijn relaties met Karel VII zijn niet gedocumenteerd en het is slechts jaren later, in 1475, dat hij door Lodewijk XI benoemd werd tot schilder van de koning, hoewel hij tussen 1450 en 1455 al een portret schilderde van Karel VII.
Vanaf ongeveer 1460 wordt hij, vooral wat betreft de boekverluchting, geassisteerd door zijn zonen Louis en François. Een van beiden is waarschijnlijk de Meester van de Boccaccio van München, een werk dat in het atelier van Fouquet tot stand kwam.

## Werken
Er is geen enkel werk dat op basis van documenten aan Jean Fouquet kan worden toegeschreven. De werken werden door kunsthistorici en kunstkenners toegeschreven aan hem op basis van stijlkenmerken die werden afgeleid uit de Antiquités judaïques, dat een colofon bevat die het werk aan Jean Fouquet toeschrijft zoals we hoger hebben gezien. Die attributies worden wel regelmatig in twijfel getrokken. Zo heeft François Avril in 2003 voorgesteld een belangrijk deel van de verluchte manuscripten toe te wijzen aan de Meester van de Boccaccio van München. Ook dit basiswerk wordt tegenwoordig toegeschreven aan deze meester.

### Portretten
De portretten van Fouquet zijn een revolutie in de schilderkunst van zijn tijd. Hij tracht realistische, levensechte personen af te beelden en de identiteit van het individu in het portret te vatten. Maar tegelijkertijd laat hij uit de houding van de persoon en de schikking en inhoud van het decor de belangrijkheid van de geportretteerde naar voren komen, desnoods ten koste van de individuele trekken. Ook zijn andere werken gaan dikwijls terug op de portretkunst. Het deel van de diptiek die in Antwerpen bewaard wordt, officieel een Madonna met Kind, kan men eigenlijk ook zien als een portret van Agnès Sorel, de maîtresse van Karel VII en ook de afbeelding van Étienne Chevalier, de andere vleugel van het diptiek, zou een vrij goed gelijkend portret zijn.

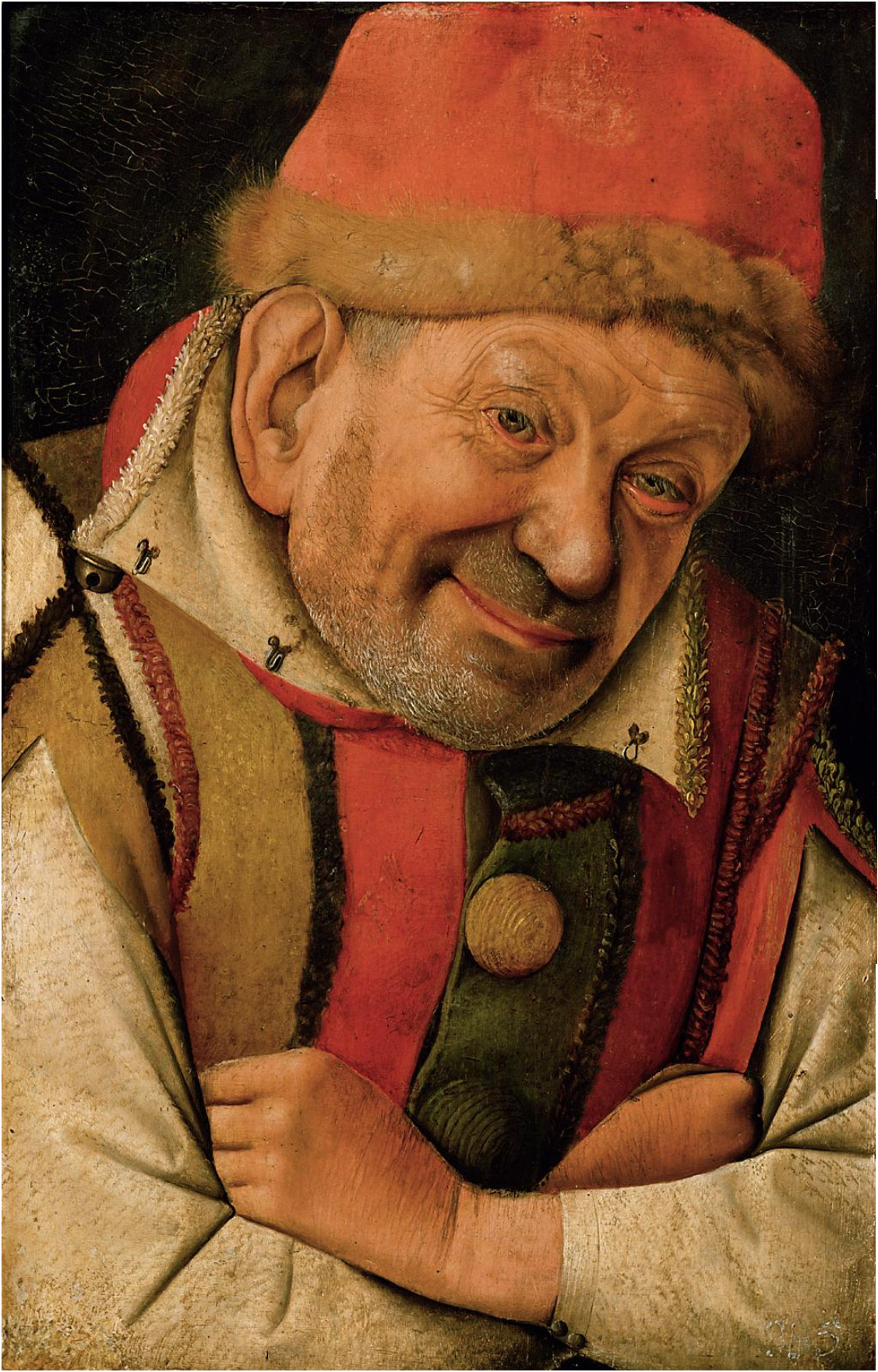
Portret van Gonella (1390 -1441), de hofnar van Obizzo III d'Este in Ferrara, Kunsthistorisches Museum, Wenen
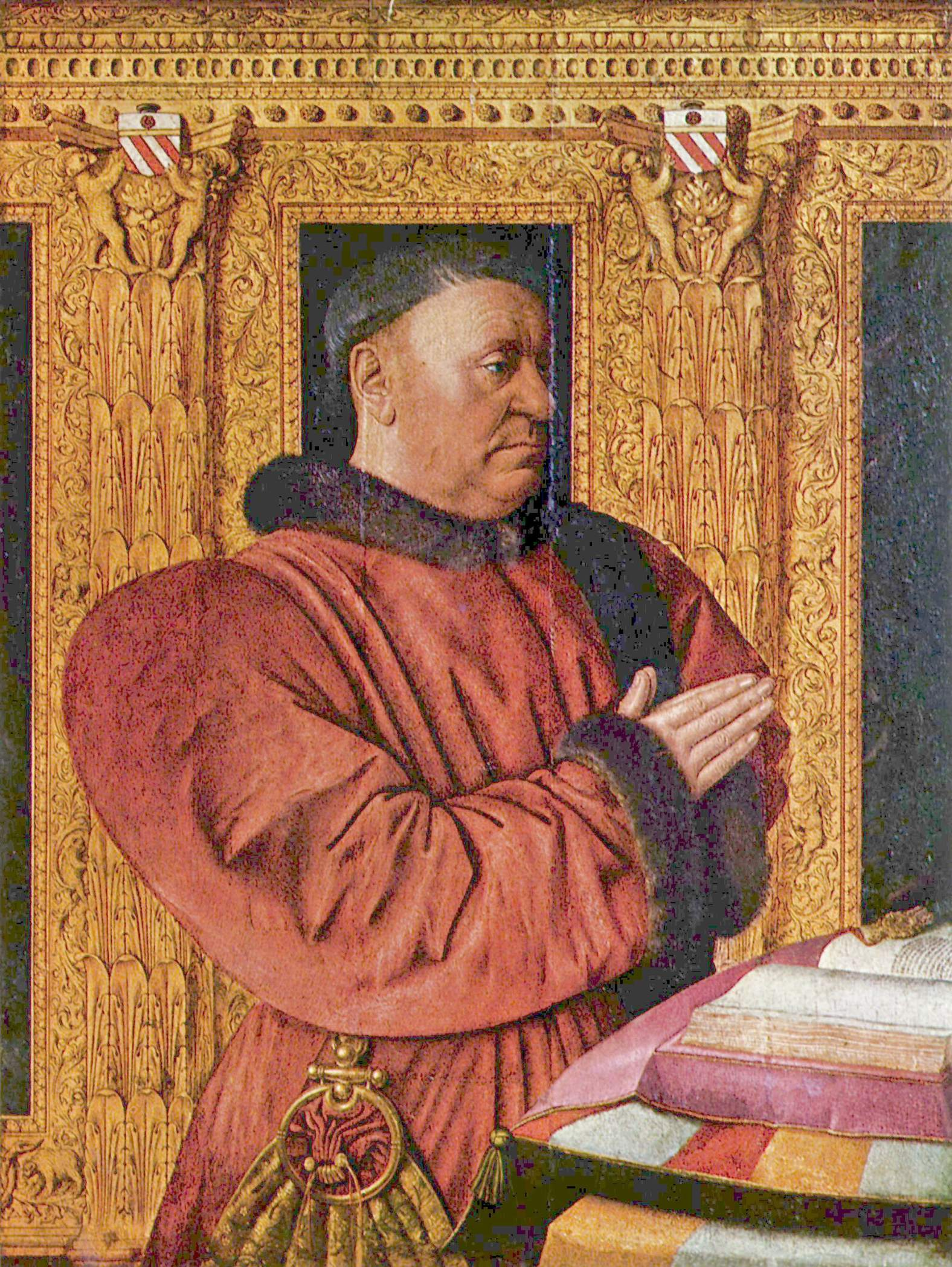
Portret van Guillaume Jouvenel des Ursins, Louvre, Parijs

### Religieuze werken
Er zijn slechts twee religieuze werken die vandaag aan Jean Fouquet worden toegeschreven: het Diptiek van Melun en de Piëta van Nouans-les-Fontaines (Indre-et-Loire). Het Diptiek van Melun werd gemaakt in opdracht van Étienne Chevalier, schatbewaarder van Karel VII, voor de collegiale kerk van Notre-Dame de Melun. Het werk raakte in de achttiende eeuw (ca. 1770) gesplitst. Het rechterpaneel, de Madonna omringd door serafijnen en cherubijnen, kwam via de collectie Van Ertborn terecht in het Museum voor Schone Kunsten in Antwerpen, het andere paneel met Étienne Chevalier en zijn patroon de heilige Stefanus in de Gemäldegalerie in Berlijn. Het schilderij was ingelijst in een houten lijst bedekt met blauw fluweel en daarop vijftien medaillons, waarschijnlijk taferelen uit het leven van Stefanus. Een van de medaillons was een zelfportret van de schilder (zie afbeelding bij de inleiding) bij wijze van signatuur. Dit zelfportret wordt voorlopig beschouwd als het oudste bekende zelfportret van een kunstenaar. Als het Portret van een man met rode tulband van Jan van Eyck zoals algemeen wordt verondersteld een zelfportret zou zijn is dat evenwel het oudste. Het werk is gedateerd omstreeks 1456 op basis van dendrochronologisch onderzoek van de eiken planken. Het Antwerps paneel doet denken aan de Vlaamse Primitieven terwijl het Berlijnse paneel verwant is aan de Italiaanse renaissance. Het totaalbeeld doet niet echt religieus aan; de schilder zou zich vooral bekommerd hebben over de ruimtelijke compositie van het werk. Het retabel van Nouans daarentegen ademt religieuze emotie.
Fouquet heeft ongetwijfeld meer religieuze werken geschilderd, zoals men uit bestellingen en inventarissen kan opmaken, maar die zijn tot op heden niet teruggevonden.

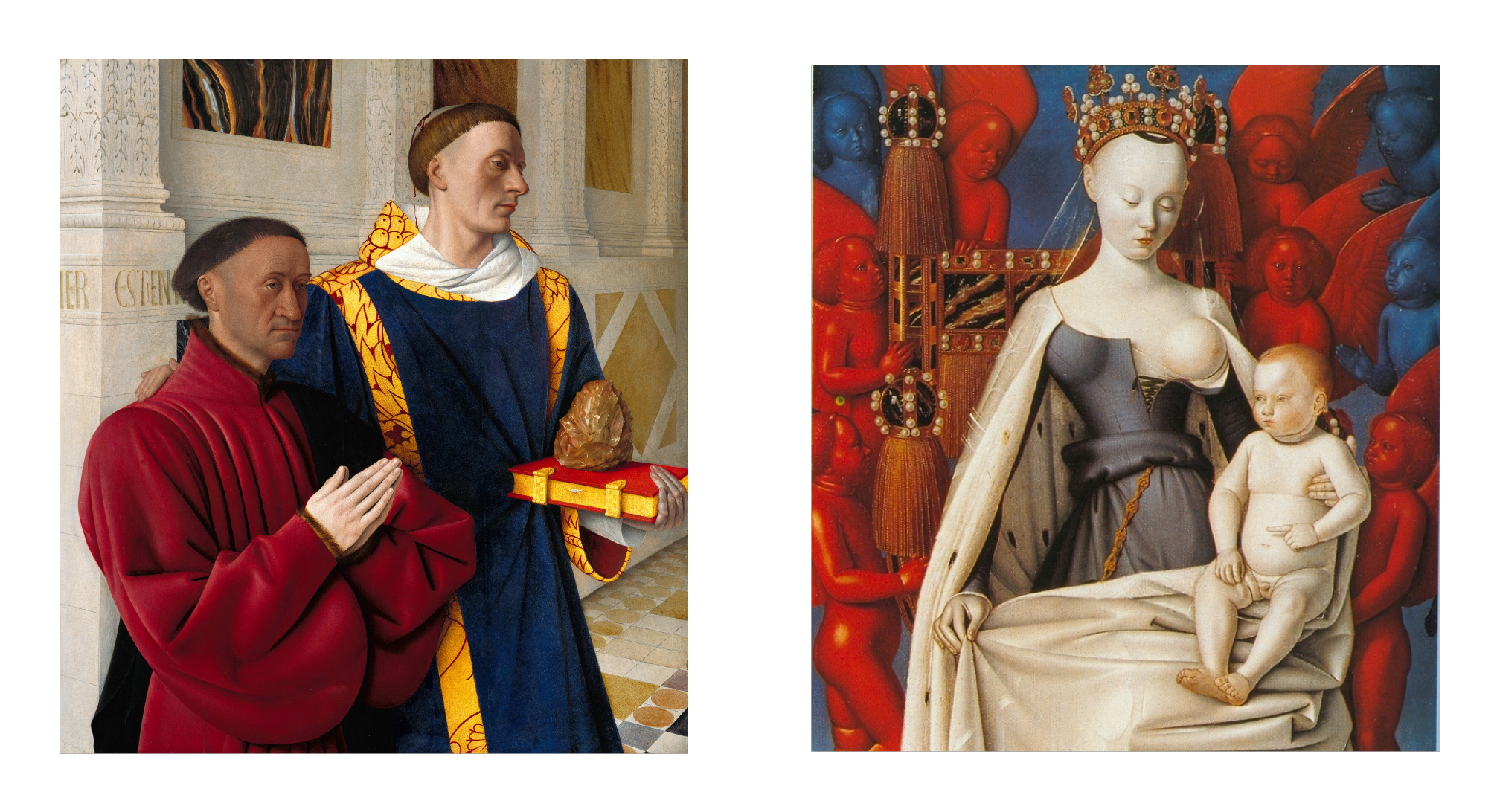
Diptiek van Melun (fictieve samenstelling)
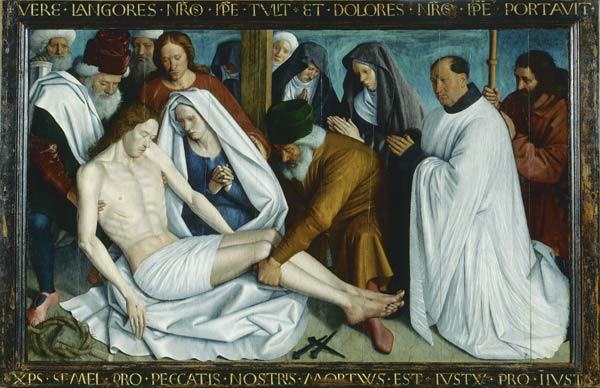
Pieta van Nouans

### Boekverluchting
In tegenstelling tot wat lang gedacht werd, heeft Fouquet zich waarschijnlijk niet zoveel bezig gehouden met boekverluchting. Buiten de Getijden van Étienne Chevalier en de Grandes Chroniques de France - werken waarover de meeste kunsthistorici het eens zijn dat die van de hand van Fouquet zelf zijn - zou hij slechts sporadisch met boekverluchting zijn bezig geweest op verzoek van enkele gefortuneerde opdrachtgevers. In de manuscripten die door zijn atelier gemaakt werden, schilderde hij dan zelf de opdrachtminiatuur met een portret van de opdrachtgever; de rest van de verluchting werd gerealiseerd door zijn medewerkers. Dit is onder meer het geval voor de Getijden van Simon de Varie (Los Angeles, J. Paul Getty museum en de Koninklijke Bibliotheek in Den Haag) en een getijdenboek in Angers gemaakt voor een onbekende opdrachtgever.
Vanaf ongeveer 1460 duiken er werken op die zeer dicht aanleunen tegen de stijl van Fouquet maar toch van een andere hand blijken te zijn. De eerste voorbeelden hiervan zijn te vinden in de kleine miniaturen in de Boccaccio van München, een Franse vertaling van de De casibus virorum illustrium van Giovanni Boccaccio. Deze meester was duidelijk de artistieke erfgenaam van de verluchter Fouquet en maakte voor diens atelier verscheidene werken waaronder het befaamde Antiquités judaïques. Men neemt tegenwoordig aan dat deze meester een van Fouquets zonen zou zijn, Louis of François.

#### Getijden van Étienne Chevalier
Het meest bekende manuscript dat door Jean Fouquet werd verlucht is het Getijdenboek van Étienne Chevalier. Het werd gemaakt tussen 1452 en 1460 en was een van de mooiste handschriften van de 15e eeuw. Het kon de vergelijking met de Très Riches Heures du duc de Berry en het Turijn-Milaan-Getijdenboek doorstaan, maar spijtig genoeg werd het manuscript in de 18e eeuw uiteen gehaald en ging een groot deel verloren. Van de tekstbladzijden bleven slechts 2 folia gespaard en van de miniaturen 47 stuks. Een belangrijk deel daarvan (40 stuks) wordt vandaag bewaard in het Musée Condé in Chantilly.
Fouquet introduceerde een belangrijke vernieuwing in dit getijdenboek. Hij nam afstand van de versierde marges zodat hij de ganse bladspiegel kon gebruiken voor zijn miniaturen die op die manier schilderijtjes in een boek werden. Hij werd hierin wel voorafgegaan door de anonieme Vlaamse miniaturist van de Vlaamse apocalyps, gemaakt omstreeks 1400. De compositie, ruimtelijke opbouw en het perspectief in de miniaturen getuigen van het meesterschap van Fouquet. Een andere innovatie die Fouquet toepaste in dit getijdenboek is de verdeling van de miniatuur in twee scènes. De bovenste toont het hoofdmotief en de onderste toont secundaire verhalen of drolerieën. Het idee voor deze opbouw zou Fouquet gehaald hebben bij de mysteriespelen, waarbij ook dikwijls meerdere scènes tegelijkertijd werden uitgebeeld.

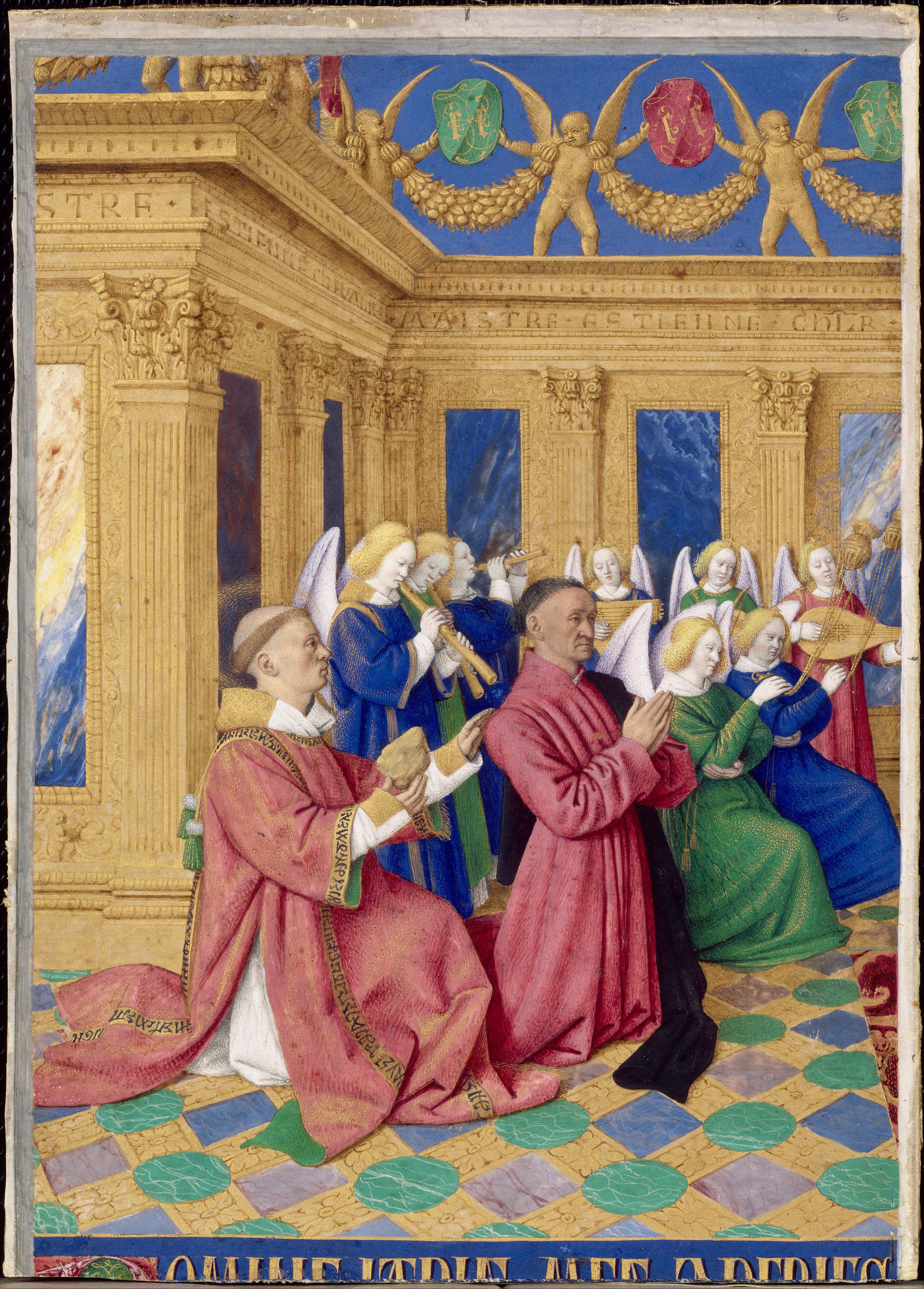
Étienne Chevalier in gebed voor ...
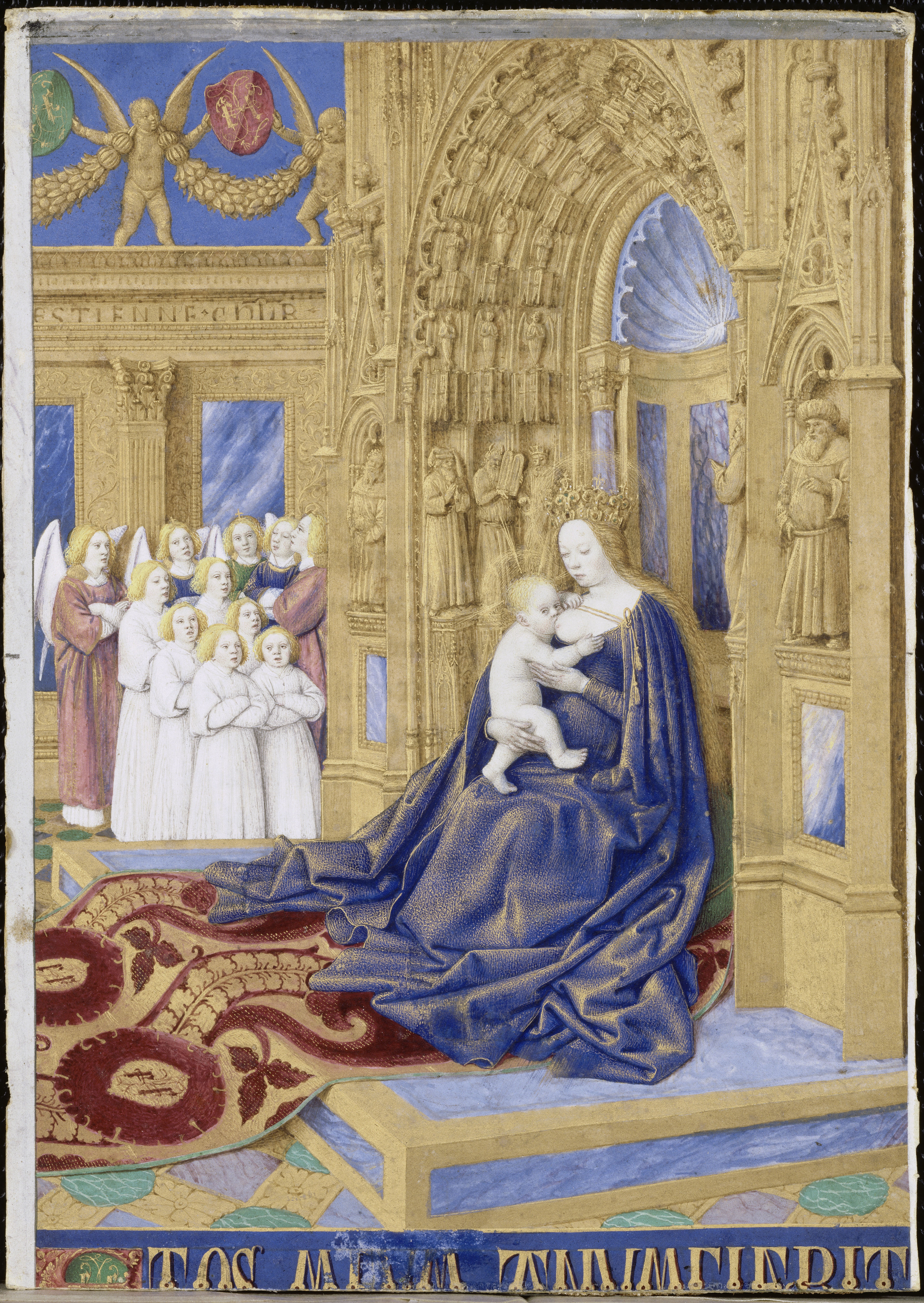
... de Maagd en haar Kind
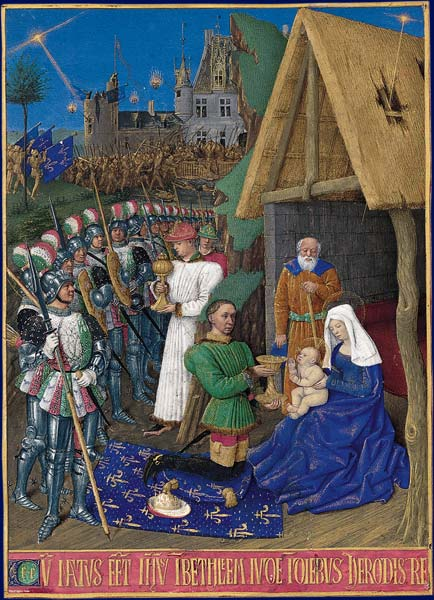
Aanbidding der wijzen, Musée Condé
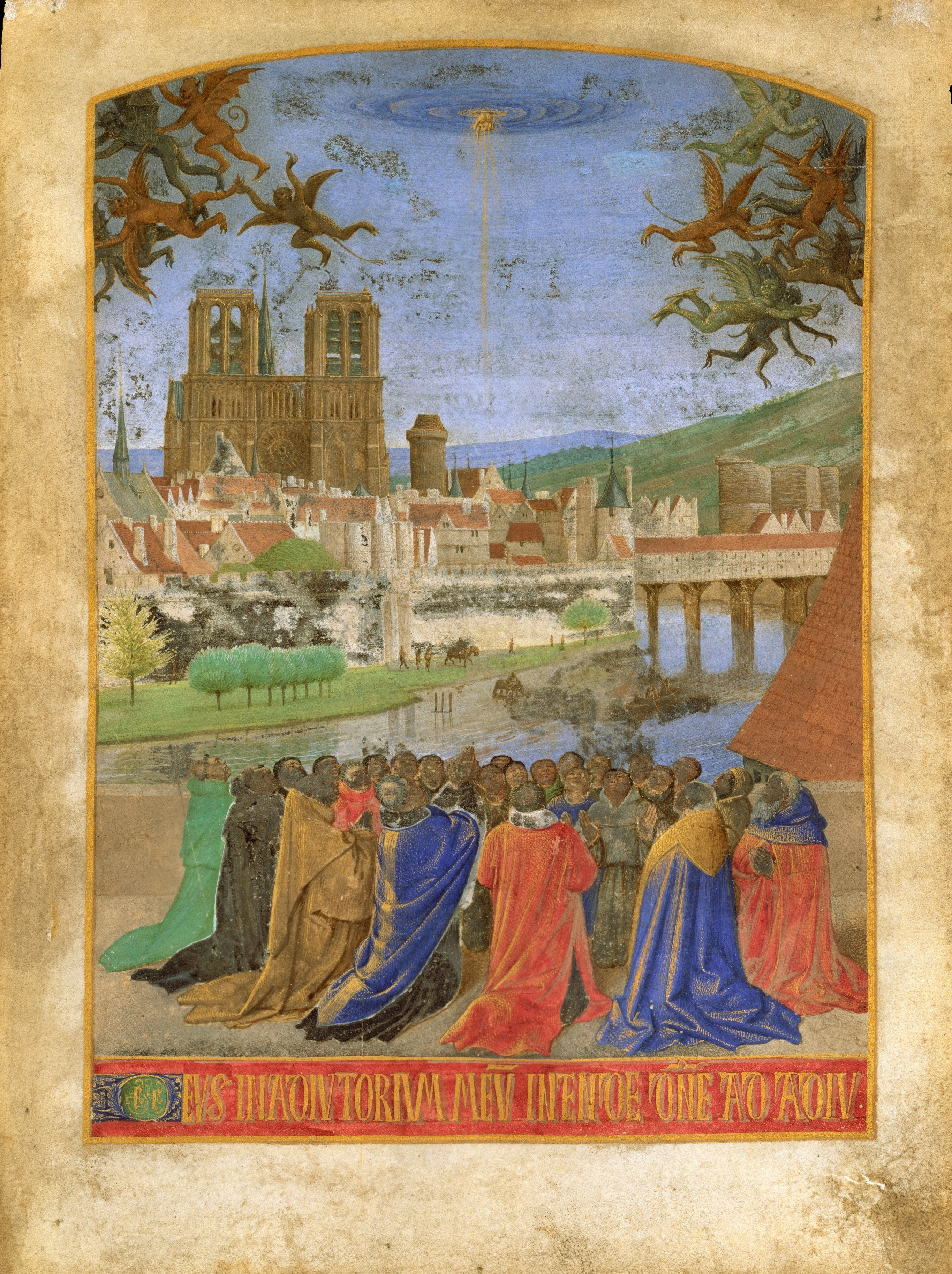
Pinkstergebeuren met l'île de la Cité op de achtergrond, Metropolitan Museum of Art, New York

#### Grandes Chroniques de France
Het tweede handschrift waarin de versieringen bijna unaniem worden toegeschreven aan Fouquet zijn de Grandes Chroniques de France. Het is een compilatie van historiestukken en eigen werk, dat begonnen werd in opdracht van Lodewijk IX in de Abdij van Saint-Denis omstreeks 1250 en daar werd voortgezet tot de tijd van Karel V. Het exemplaar geïllustreerd door Jean Fouquet is een van de ca. 700 exemplaren die van deze tekst bewaard zijn gebleven. Fouquet illustreerde het begin van elk boek (hoofdstuk) met een miniatuur, in totaal 51 waarvan er twee verloren zijn gegaan.
In dit werk toont Fouquet zich een meester in het afbeelden van massaspektakels. De meeste miniaturen tonen kroningen, banketten, intredes en ontvangsten, rouwplechtigheden en andere ceremonieën aan het koninklijk hof. Fouquet was beperkt in zijn composities door de strikte regie van dergelijke plechtigheden en de hofetiquette die moest worden gerespecteerd. Hij slaagde er niettemin in een prachtig werk af te leveren met mooie landschappen en gebouwen, minutieuze afbeelding van de individuele figuren en groepen en delicate lichteffecten. Het azuur en goud dat veelvuldig in de miniaturen voorkomt kan ook gezien worden als een heraldische verwijzing naar het Franse koningshuis.

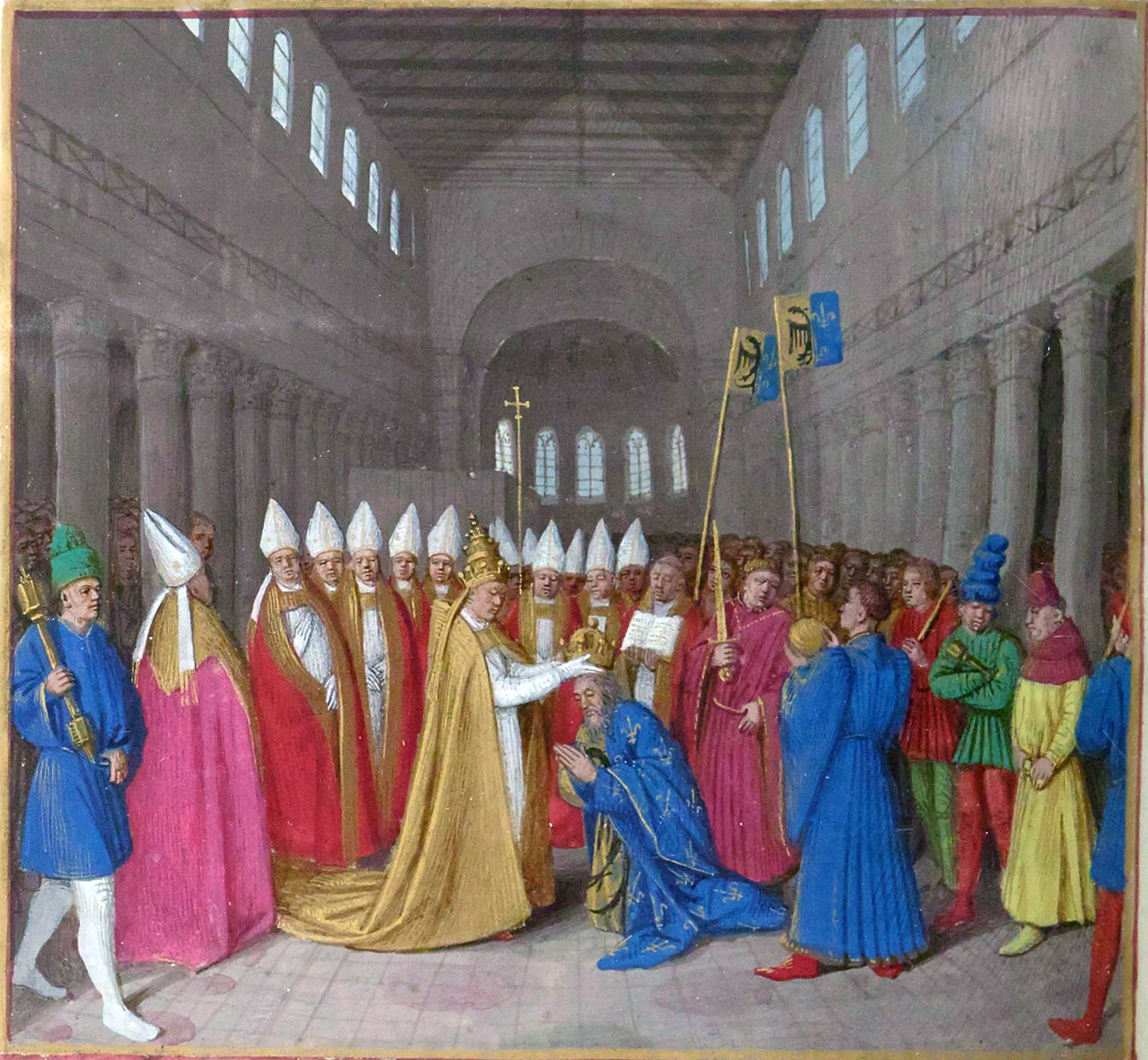
Kroning van Karel de Grote, f.89v.
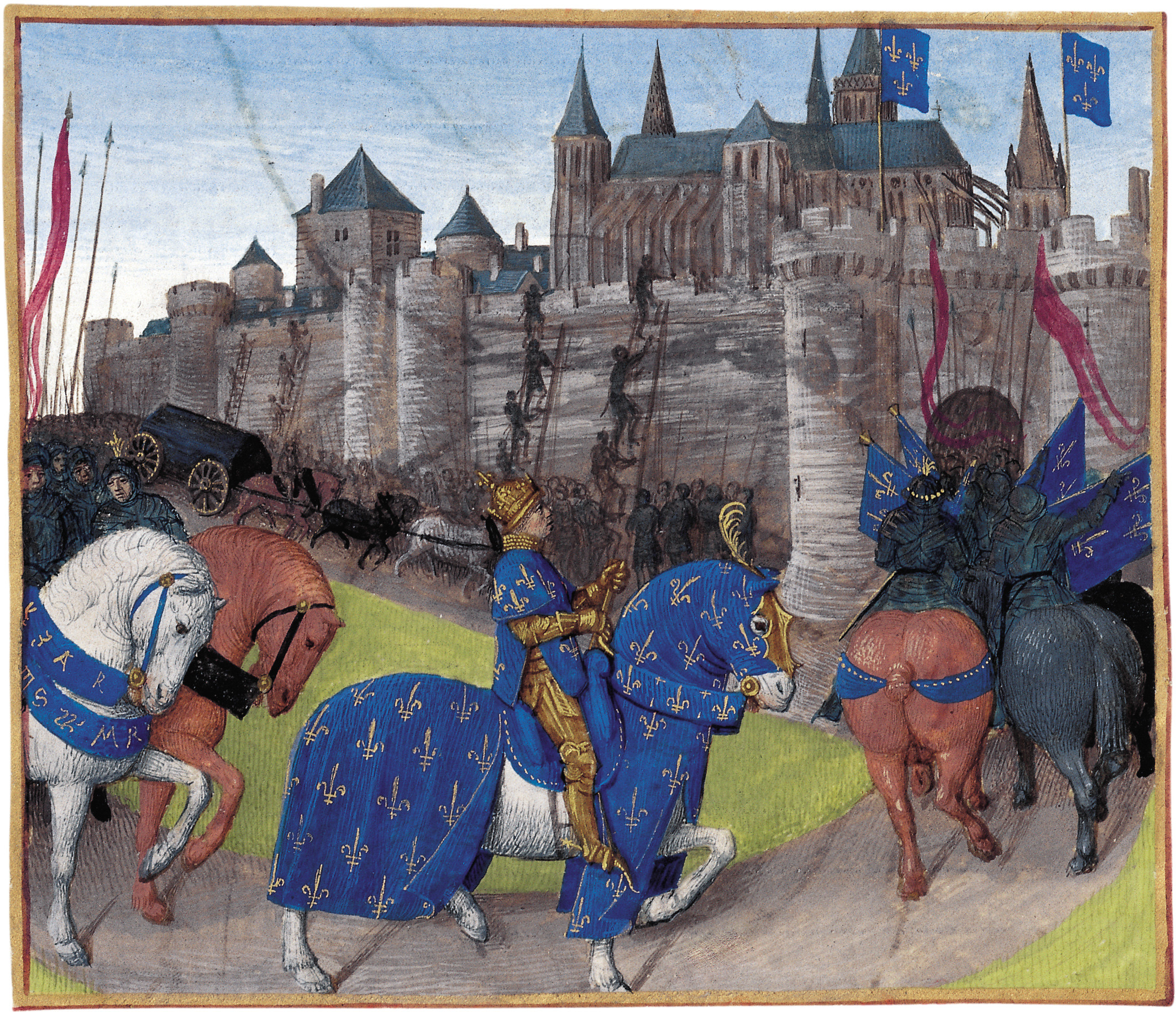
De inname van Tours in 1189, f.223.
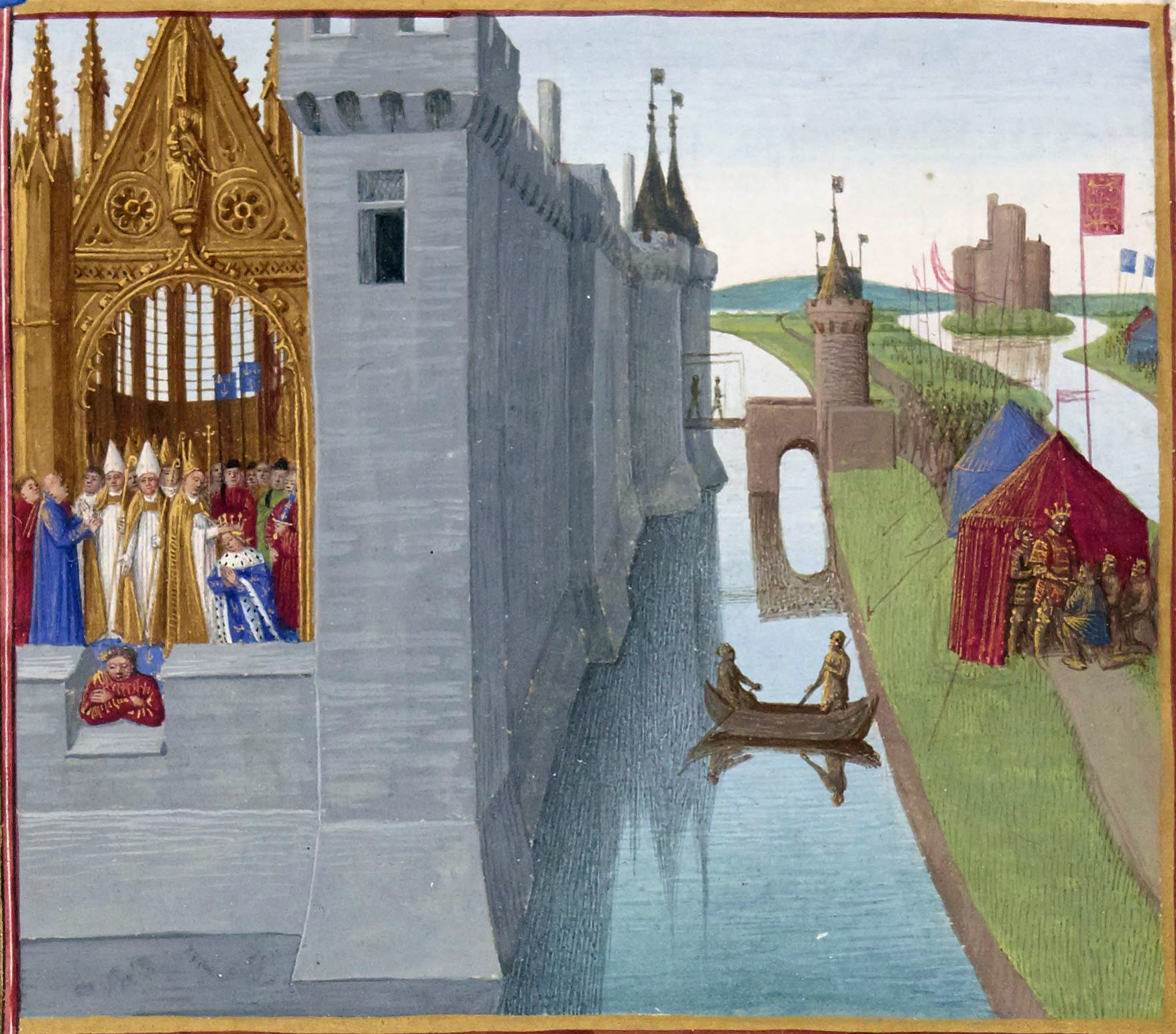
Kroning van Lodewijk VI, f.183.
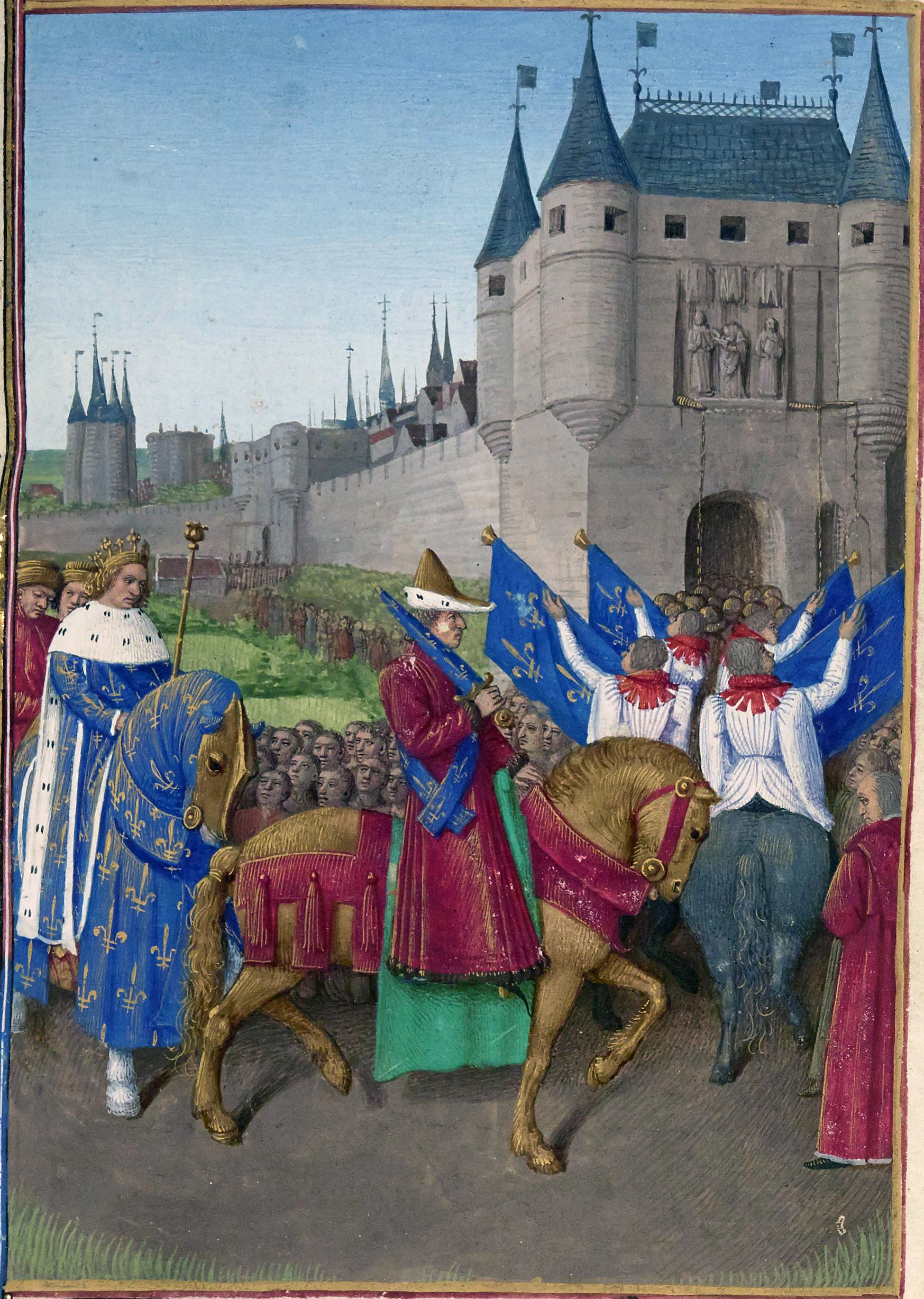
Intrede van Karel V in Parijs, f.417